# Período Dinástico Arcaico
Período Dinástico Arcaico, período protodinástico de Mesopotamia o período presargónico fue la etapa de la historia de Mesopotamia comprendida entre 2900 a. c. y 2334 a. c.: esto es, en el período sumerio. Está marcada por el desplazamiento de las poblaciones rurales hacia las ciudades; lo cual se traducirá en el florecimiento de nuevas urbes. Existe una escasez de hallazgos escritos de su etapa inicial, por lo que su historia es relativamente desconocida. Sin embargo, los textos reaparecen en los últimos siglos del período, mostrando una generalización de las guerras entre ciudades por disputas territoriales.

## Periodización

Situación de las principales ciudades sumerias y alcance de esta cultura durante el período dinástico arcaico

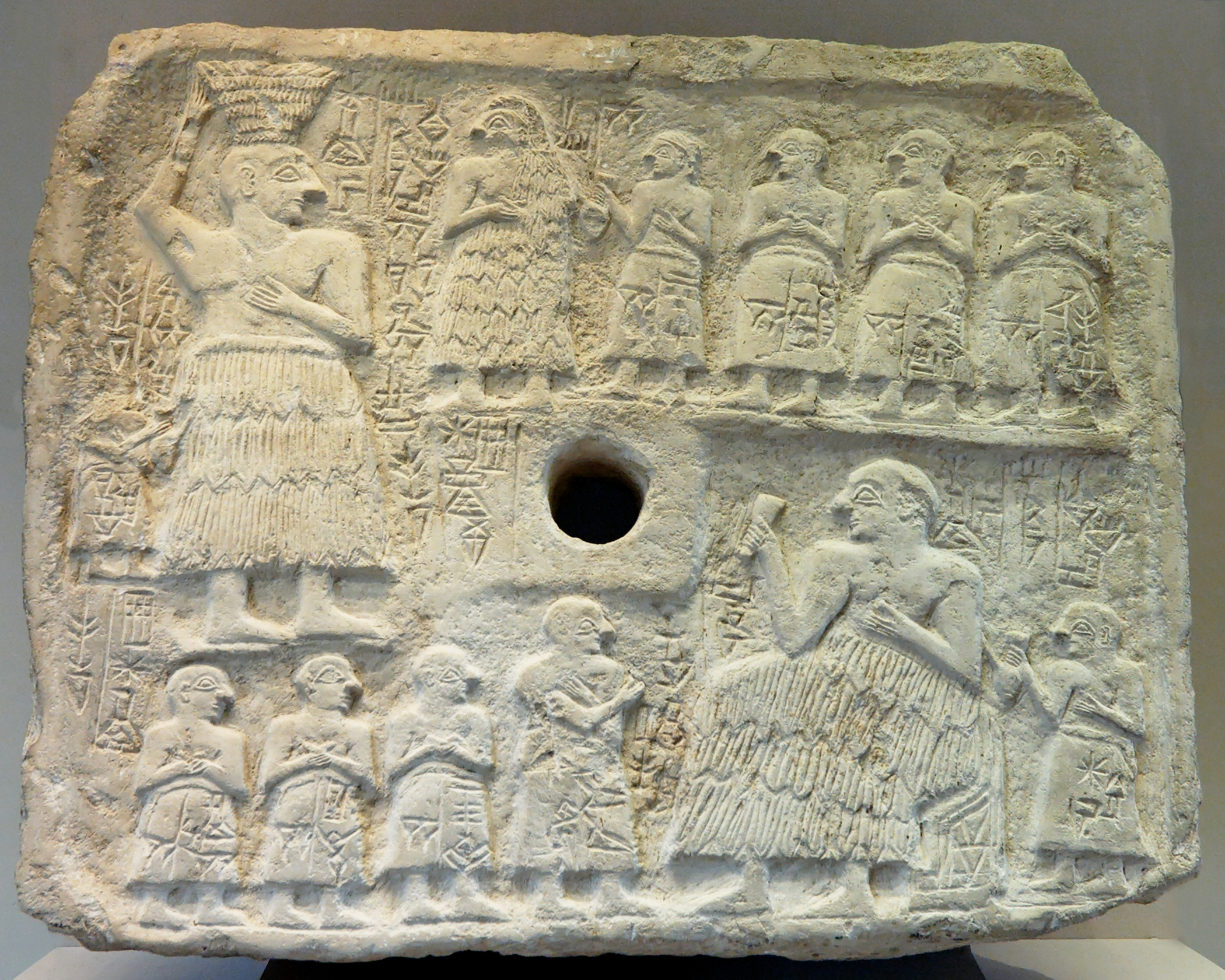
Relieve votivo de Ur-Nanshe.

Basándose en hallazgos arqueológicos, se ha podido dividir cronológicamente en varios subperíodos:
- Protodinástico I (2900-2775 a. C.), que cubre desde el final del período primitivo de Yemdet Nasr hasta la aparición de tablillas de barro arcaicas en Ur.
- Protodinástico II (2775-2600 a. C.), cuando se inicia el amurallamiento de las ciudades sumerias. La Lista Real Sumeria menciona que en Kish gobiernan Mebaragesi y Aka. En la zona septentrional de Sumeria y la región del Diyala, se detecta una amplia colonización semita proveniente de más al norte.
- Protodinástico IIIa (2600-2500 a. C.), que se inicia con Mesilim, lugal de Kish y los archivos de Shurupak y de Abu Salabij.
- Protodinástico IIIb (2500-2334 a. C.), período conocido por textos hallados en Girsu y Ebla. Comienzo de la dinastía de Ur-Nanshe en Lagash, época de las tumbas reales de Ur y concluye con la unificación de la región por Sargón de Akkad.

## Historia
A principios de este período se produjeron importantes cambios en el paisaje de la Baja Mesopotamia; los cursos fluviales se concentraron, reduciéndose el número de pequeños ríos y aumentando el caudal de los mayores.  Se han observado capas de limo en diferentes excavaciones en los registros correspondientes al 2900 a. C. aproximadamente, lo que podría indicar que, o bien se alternaron inundaciones de importancia en diferentes regiones, o bien se produjo un único evento catastrófico que inundó completamente la región, como defienden algunos académicos. Esa última hipótesis explicaría lo recurrente del tema de una mítica gran inundación en la literatura sumeria posterior, como la narrada en el Atrahasis.
La concentración de los caudales fluviales propició el crecimiento de las ciudades situadas a las orillas de los grandes ríos en detrimento de las zonas agrestes. Este movimiento demográfico se vivió especialmente en la Baja Mesopotamia, si bien también tuvo representantes más al norte. La aparición de numerosas ciudades rivales llevó al fin de la hegemonía de Uruk, que había dominado la región durante los siglos anteriores, en lo que de hecho se denomina el período de Uruk.
No se conoce mucho de la historia durante estos primeros siglos debido a la escasez de registros escritos, si bien, tomando como referencia los textos posteriores, se supone que estuvo marcada por las distintas alianzas y facciones de ciudades posiblemente enfrentadas entre sí. De hecho, es en este período cuando las ciudades se rodean de murallas.

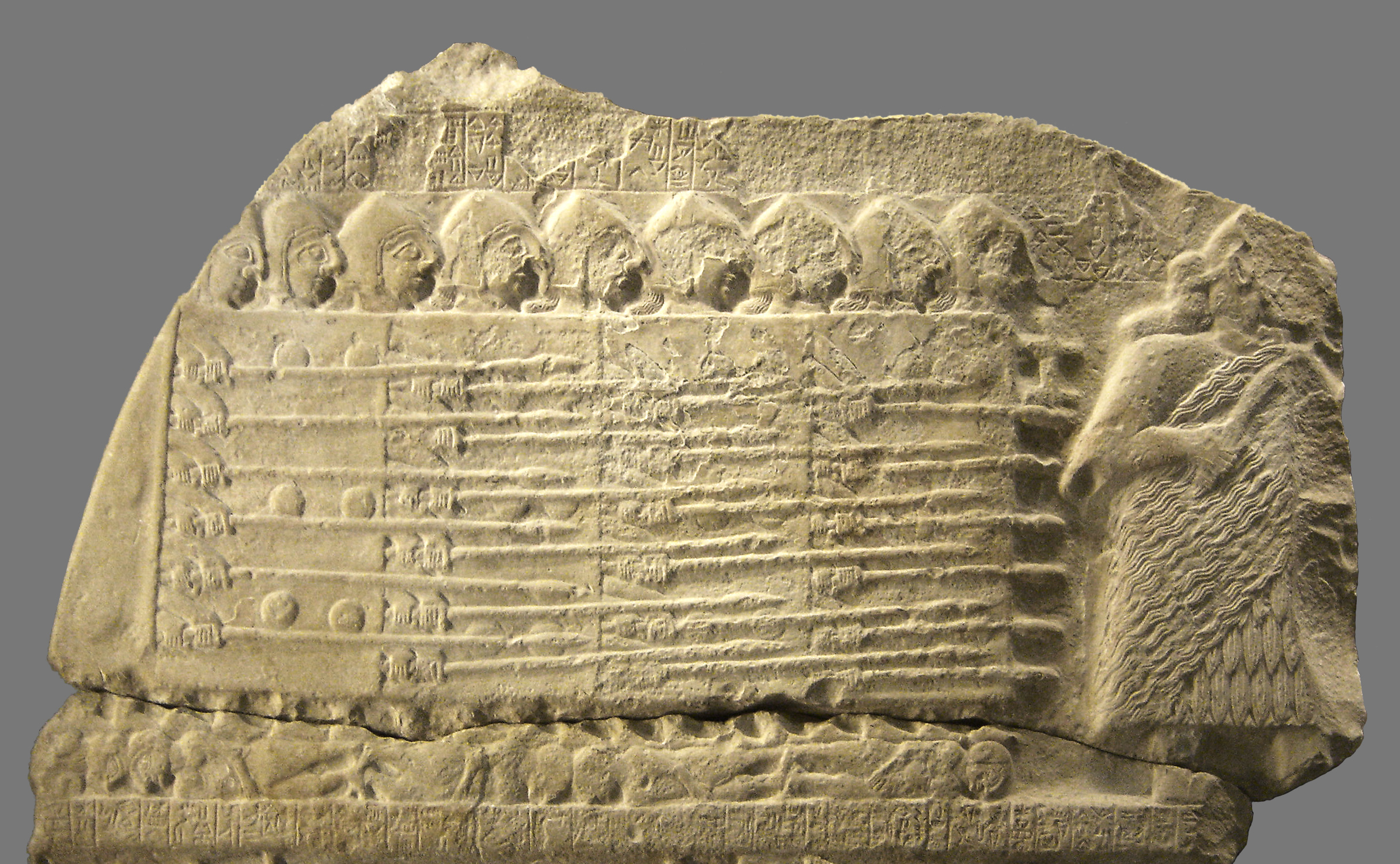
Fragmento de la estela de los buitres que conmemora la victoria del rey Eannatum de Lagash sobre Umma. El fragmento en cuestión representa una falange de soldados de Eannatum atacando la ciudad de Umma.

A finales del período los registros escritos reaparecen y demuestran haber sufrido una gran transformación desde los pertenecientes al período de Uruk. En estos nuevos textos se vislumbra la situación bélica que vivía la región. La más antigua de estas inscripciones (2600 a. C.) se ha hallado en un vaso de alabastro y sólo contiene el nombre de un lugal (rey) de Kish, Mebaragesi. Es el primer documento donde aparece la palabra lugal para referirse a un gobernante. Otras inscripciones mencionan a Uhub, considerado hijo de Mebaragesi y el Agga de la lista Real Sumeria y a los reyes de Ur, Meskalamdug y Mesanepada.
En Shuruppak se han encontrado unas tablillas que hablan de forma poco clara sobre la llegada de un contingente, posiblemente militar y aliado, para una tarea que no se especifica, pero que bien podría tratarse de la defensa de la ciudad ante un previsible ataque. De hecho, tiempo después la ciudad fue incendiada; si bien ningún otro documento atestigua que Sharrupak se viese envuelta en conflicto alguno.
Sin embargo, es en el último siglo del período cuando las inscripciones se convierten en verdaderos textos conmemorativos que narran con detalle las victorias y logros de sus protagonistas. Uno de los más importantes de los que se tiene noticia es la llamada estela de los buitres, en la cual se narra una disputa entre las ciudades de Lagash y Umma. El conflicto habría sido tratado inicialmente de forma diplomática, con el arbitraje del rey de Kish, Mesilim. Al parecer esto no fue suficiente y unas generaciones después Akurgal, nuevo rey de Lagash, reanudó la guerra contra Umma. La guerra duró hasta el reinado de su hijo, Eannatum (hacia el 2500 a. C.) quien no sólo logró la victoria sobre Umma, sino que se impuso en toda la región de Sumeria, venciendo también a Mari en Asiria y al reino de Elam (actual Irán). Tras esto, Lagash mantuvo la hegemonía hasta el reinado del sobrino de Eannatum, Entemena quien tuvo que enfrentarse de nuevo contra Umma. Pese a que Lagash resultó victoriosa de nuevo, perdió la posición hegemónica sobre al resto de la región.
Hacia el siglo XXIV a. C. llegó al trono de Umma un nuevo rey, Lugalzagesi, quien comenzó la conquista de las ciudades vecinas enfrentándose a Urukagina de Lagash. Urukagina se había hecho famoso por sus reformas, que habían disminuido los privilegios de la monarquía y el clero y rebajado los impuestos al pueblo. Lugalzagesi venció a Urukagina y, tras conquistar también Ur, Uruk, y Kish, se impuso en toda Sumeria. Finalmente mandó una expedición hacia el Mediterráneo siguiendo el cauce del Éufrates río arriba. No llegó a completar su imperio debido a la repentina aparición de un nuevo conquistador: Sargón de Acad.

## Gobierno
En el Dinástico Arcaico se observa una evolución en las formas de gobierno urbanas debido a la mayor concentración de población y las incipientes relaciones comerciales. En el período de Uruk el máximo responsable de la administración era denominado en o ensi, y no parece que tuviese excesivos privilegios en comparación con los equivalentes de otras civilizaciones en el mismo periodo. No obstante era un puesto tan ejecutivo como administrativo. En este mismo período el término lugal hacía referencia a un supervisor, un puesto, en principio, subordinado al ensi. A principios del Dinástico Arcaico es posible que el cargo de ensi pasase a tener principalmente atribuciones religiosas o arcanas, y pudiendo haber superado en importancia al puesto de ensi. Esta transferencia de poder se acentuó según avanzaba el período. Parece además que las atribuciones del ensi tenían un carácter más urbano, social y administrativo, mientras que el lugal se encargaría de la administración del territorio agrícola de la periferia, controlando así el ejército. Al no necesitar la aprobación del templo para su otorgación, el título de lugal adquirió carácter hereditario en algún punto del periodo arcaico.

## Escritura
A principios del Dinástico Arcaico existe una laguna en los textos escritos conservados, volviendo a aparecer éstos en la segunda mitad del período. La comparación entre los textos previos y los posteriores muestra una importante evolución en el sistema de escritura: mientras que en el período Uruk la escritura era pictográfica —dibujos cuyo significado es la figura que representan—, a mediados del Dinástico Arcaico los textos podían leerse, esto es, los caracteres que antes representaban objetos ahora representaban sonidos. Es a partir de estos textos cuando podemos conocer la lengua que se hablaba entonces, el sumerio. El momento en que la escritura dio este salto se ha situado a principios del III milenio a. C., en el período Yemdet Nasr; donde se ha hallado un texto en sumerio que utiliza el signo de la flecha para representar el sonido ti. Por tanto, puede atribuirse a los sumerios la invención del primer sistema fonético de escritura.
Las causas del cambio no están claras. Se sabe que en el período Uruk el intercambio y la relación entre los distintos pueblos fue mucho mayor que en períodos posteriores. Así en ese período el sistema de escritura tenía que ser legible por personas de distintas lenguas, función que una escritura pictográfica conseguía mejor. Al reducirse el ámbito de acción de las ciudades, la escritura pudo centrarse en un solo idioma, pudiéndose así hacer el traslado a un sistema fonológico.
La transición se produjo mediante la sustitución del significado de los caracteres. Por ejemplo, en el período de Uruk dos líneas onduladas representaban el concepto "agua" y se leían "a". En el nuevo sistema, este mismo símbolo representaba directamente el sonido a. En algún momento del Dinástico Arcaico la forma de lectura de las tablillas cambió y los signos pasaron a dibujarse girados 90°.